# Antena 1 Madeira
A Antena 1 Madeira é uma emissora de radiodifusão do Grupo RTP – Rádio e Televisão de Portugal no arquipélago da Madeira.

## Frequências
A Antena 1 Madeira emite em FM, nas seguintes frequências:
- 90.2 - Ponta do Pargo
- 92.0 - Maçapez
- 93.1 - Encumeada / Pico do Facho
- 95.5 - Pico do Areeiro
- 96.7 - Cabo Girão
- 98.5 - Gaula
- 100.5 - Porto Santo
- 101.6 - Caniço
- 101.9 - Paul da Serra
- 104.3 - Achadas da Cruz
- 104.6 - Monte / Santa Clara (Funchal)
- 105.4 - Calheta
- 105.6 - Ribeira Brava

## Perfil do Canal
A  RDP Madeira iniciou as suas emissões no Funchal, em 1967. Com o alargamento da sua cobertura para um total de 4 emissores de Onda Média, 36 de FM e 6 de rádio digital (DAB), abrange toda a região da Madeira.
A RDP Madeira dispõe de 3 canais de programas diferenciados, dois dos quais totalizam 36 horas diárias de produção própria.
A Antena 1 Madeira em Onda Média e FM, apresenta uma programação generalista, caracterizada pelo perfil de serviço público. A Informação, a cultura, as questões sociais, a música portuguesa e o desporto constituem as suas apostas fundamentais.
A Antena 3 Madeira com uma emissão musical vocacionada para a juventude, com diversas temáticas no âmbito da música, cinema, Internet, desporto e tempos livres. Destaque para os concursos “Antena 3 Dance e Antena 3 Rock”, que têm por objectivo o lançamento e promoção de novos músicos, da música Pop/Rock e dança.
A Antena 2 é transmitida directamente de Lisboa, contribuindo a RDP-Madeira com com gravações de concertos e recitais realizados no Funchal.
A RDP-Madeira, contribui para a programação da RDP-Inernacional em onda curta e satélite, com o espaço de informação diário das 19.30 e programa “Abraço da Madeira” aos Domingos das 13.00 às 15.00.
Na sua emissão digital (DAB) retransmite os canais nacionais da RDP.